# V.S. Naipaul
V.S. Naipaul, właśc. sir Vidiadhar Surajprasad Naipaul (ur. 17 sierpnia 1932 w Chaguanas, zm. 11 sierpnia 2018 w Londynie) – brytyjski prozaik i eseista, laureat Nagrody Nobla w dziedzinie literatury za rok 2001.

## Życiorys
Urodził się 17 sierpnia 1932 roku w Chaguanas, w pobliżu Port-of-Spain w Trynidadzie i Tobago, w rodzinie hinduskich (warna braminów) imigrantów pochodzących z północnych Indii. Jego ojciec, Seeperesad Naipaul, był korespondentem dla „Trinidad Guardian” i pisarzem. Udzielał synowi wsparcia w jego najwcześniejszych literackich wysiłkach i był wzorem dla przyszłego noblisty.
Naipaul kształcił się początkowo w Port-of-Spain w Queen’s Royal College, a gdy w 1950 roku wygrał stypendium Oksfordu, wyjechał na studia do Anglii. Dyplom otrzymał w 1953 roku.
Po zakończeniu edukacji, od 1954 do 1956, pracował dla BBC jako prezenter (broadcaster for BBC’s Caribbean Voices), a od 1957 do 1961 jako etatowy krytyk literatury beletrystycznej dla „New Statesman”.
Mieszkając od 1950 na stałe w Wielkiej Brytanii chętnie wyruszał w rozliczne podróże po Azji, Afryce i po obu Amerykach. Od lat 70. mieszkał w Wiltshire, nieopodal Stonehenge.
Zaczynał od powieści na temat brytyjskiej kolonii w Trynidadzie i Tobago, utrzymanych w ironicznym stylu – Masażysta cudotwórca (1957) i Wybory w Elwirze (1958). Międzynarodowy rozgłos zyskał dzięki powieści Dom pana Biswasa (1961), opisującej Anglię z perspektywy przybysza z kolonii.
Późniejsze utwory Naipaula są w wydźwięku coraz bardziej pesymistyczne. Zawierają zapisy poszukiwania tożsamości po opuszczeniu ojczyzny. Bywają porównywane do twórczości Josepha Conrada. Niektóre dzieła, np. Partyzanci (1975) czy Zakręt rzeki (1980), mają charakter polityczny, a później wydane, np. The Enigma of Arrival (1987), A Way in the World (1994) – autobiograficzny.
Literatura faktu i eseistyka, będące plonem jego podróży, zajmują równie wiele miejsca w twórczości Naipaula, co beletrystyka. W latach 80. XX wieku był żywo zainteresowany „Solidarnością” i życzliwie o niej pisał.
Opisując świat rozpadającej się dawnej kultury kolonialnej, Naipaul spogląda z wnikliwością na Europę zarówno z perspektywy kultur Trzeciego Świata, jak i na tamte kręgi cywilizacyjne z punktu widzenia człowieka Zachodu. Jego twórczość nie była hermetyczna.
Zauważyła to Akademia Szwedzka, przyznając mu w 2001 roku literacką Nagrodę Nobla. Akademia zwróciła szczególną uwagę na: powieść z 1987 roku The Enigma of Arrival oraz książki podróżnicze, w których Naipaul krytycznie ocenia wpływ islamskiego fundamentalizmu na życie społeczne i instytucje polityczne w Indonezji, Iranie, Malezji i Pakistanie Among the Believers (1981) i Poza wiarą (1998). W swoim uzasadnieniu Komitet stwierdził, że przyznał nagrodę „za jednolity punkt widzenia i nieprzekupne badania, które zmuszają nas by dostrzec obecność przemilczanej historii”.
Inne nagrody:
- Somerset Maugham Award za zbiór opowiadań Nasza ulica (1961)
- prestiżowa brytyjska Nagroda Bookera za zbiór opowiadań W wolnym kraju (1971),
- T.S. Eliot Award for Creative Writing (1986).

W 1990 roku otrzymał tytuł szlachecki.
Pisał tylko po angielsku. Często cytowane są słowa pisarza: „Prawdziwą moją ojczyzną jest mój język, mój dom to angielszczyzna”.
Zmarł 11 sierpnia 2018 w swoim domu, w Londynie.

## Beletrystyka
- The Mystic Masseur (1957) – Masażysta cudotwórca (1979, PrasZG, Łódź)
- The Suffrage of Elvira (1958) – Wybory w Elwirze (1977, Książka i Wiedza)
- Miguel Street (1959) – Miguel Street (1974, Książka i Wiedza), Nasza ulica (2002, Noir sur Blanc)
- A House for Mr Biswas (1961) – Dom pana Biswasa (2002, Noir sur Blanc)
- Mr. Stone and the Knight's Companion (1963)
- A Flag on the Island (1967)
- The Mimic Men (1967) – Marionetki (1971, Książka i Wiedza)
- In a Free State (1971) – W wolnym kraju (1974, Książka i Wiedza)
- Guerillas (1975) – Partyzanci (1980, Czytelnik)
- A Bend in the River (1979) – Zakręt rzeki (1985, Czytelnik; 2002, Noir sur Blanc)
- Finding the Centre (1984) – Rozjaśnić tło (2002, Noir sur Blanc)
- The Enigma of Arrival (1987)
- A Way in the World (1994)
- Half a Life (2001) – Pół życia (2004, Noir sur Blanc)

## Reportaże, eseje
- The Middle Passage: Impressions of Five Societies – British, French and Dutch in the West Indies and South America (1962) – Podróż karaibska do pięciu społeczeństw kolonialnych (2005, Noir sur Blanc, tłum. Maryna Ochab)
- And Area of Darkness (1964)
- The Loss of Eldorado (1969) – Utrata Eldorado (1972, Książka i Wiedza; 2005, Noir sur Blanc)
- The Overcrowded Barracoon and Other Articles (1972)
- India: A Wounded Civilization (1977)
- A Congo Diary (1980)
- The Return of Eva Perón (1980)
- Among the Believers: An Islamic Journey (1981)
- Finding the Centre (1984) – Rozjaśnić tło (2002, Noir sur Blanc)
- A Turn in the South (1989)
- India: A Million Mutinies Now (1990) – Indie: miliony zbuntowanych (2013, Czarne, tłum. Agnieszka Nowakowska i Maryna Ochab)
- Homeless by Choice (1992, razem z R. Jhabvala i S. Rushdie)
- Bombay (1994, razem z Raghubir Singh)
- Beyond Belief: Islamic Excursions among the Converted Peoples (1998) – Poza wiarą. Islamskie peregrynacje do nawróconych narodów (2014, Czarne)
- Between Father and Son: Family Letters (1999, redakcja: Gillon Aitken)
- The Masque of Africa (2010) – Maska Afryki: odsłony afrykańskiej religijności (2015, Czarne)